# Biological Reviews
Biological Reviews (Biol Rev) ist eine begutachtete, internationale Fachzeitschrift für Überblicksartikel in der Biologie.
Die Cambridge Philosophical Society gibt die Zeitschrift heraus. Ziel ist es, Überblicksartikel zu veröffentlichen, die zugleich neue Konzepte präsentieren. Die Artikel sind länger als normale Fachbeiträge und dienen häufig als Einstieg in ein Thema. Der Impact Factor beträgt 12,8 und sie belegt Platz 3 von 335 Fachzeitschriften.